# Kustholengraver
De kustholengraver (Geositta peruviana) is een zangvogel uit de familie Furnariidae (ovenvogels). De soort komt in Peru voor in de smalle, woestijnige kustvlakte, ten oosten van de Andes.

## Verspreiding en leefgebied
Deze soort is endemisch in Peru en telt drie ondersoorten:
- G. p. paytae: noordwestelijk Peru.
- G. p. peruviana: het westelijke deel van centraal Peru.
- G. p. rostrata: zuidwestelijk Peru.

## Status
De grootte van de populatie is niet gekwantificeerd maar de soort wordt omschreven als vrij algemeen. Op de Rode lijst van de IUCN heeft deze soort de status niet bedreigd.